# Dichapetalum neglectum
Dichapetalum neglectum är en tvåhjärtbladig växtart som beskrevs av Franciscus Jozef Breteler. Dichapetalum neglectum ingår i släktet Dichapetalum och familjen Dichapetalaceae. Inga underarter finns listade i Catalogue of Life.